# Říčky (Brno-vidéki járás)
Říčky település Csehországban, a Brno-vidéki járásban. Říčky Říčany, Domašov, Javůrek, Veverské Knínice és Litostrov településekkel határos. Lakosainak száma 423 fő (2024. január 1.).

## Népesség
A település lakosságának változását az alábbi diagram mutatja:
| Lakosok száma | 226  | 213  | 236  | 254  | 220  | 247  | 348  | 374  | 399  | 423  |
|               | 1869 | 1890 | 1921 | 1950 | 1980 | 2001 | 2017 | 2019 | 2022 | 2024 |